# 吳建輝

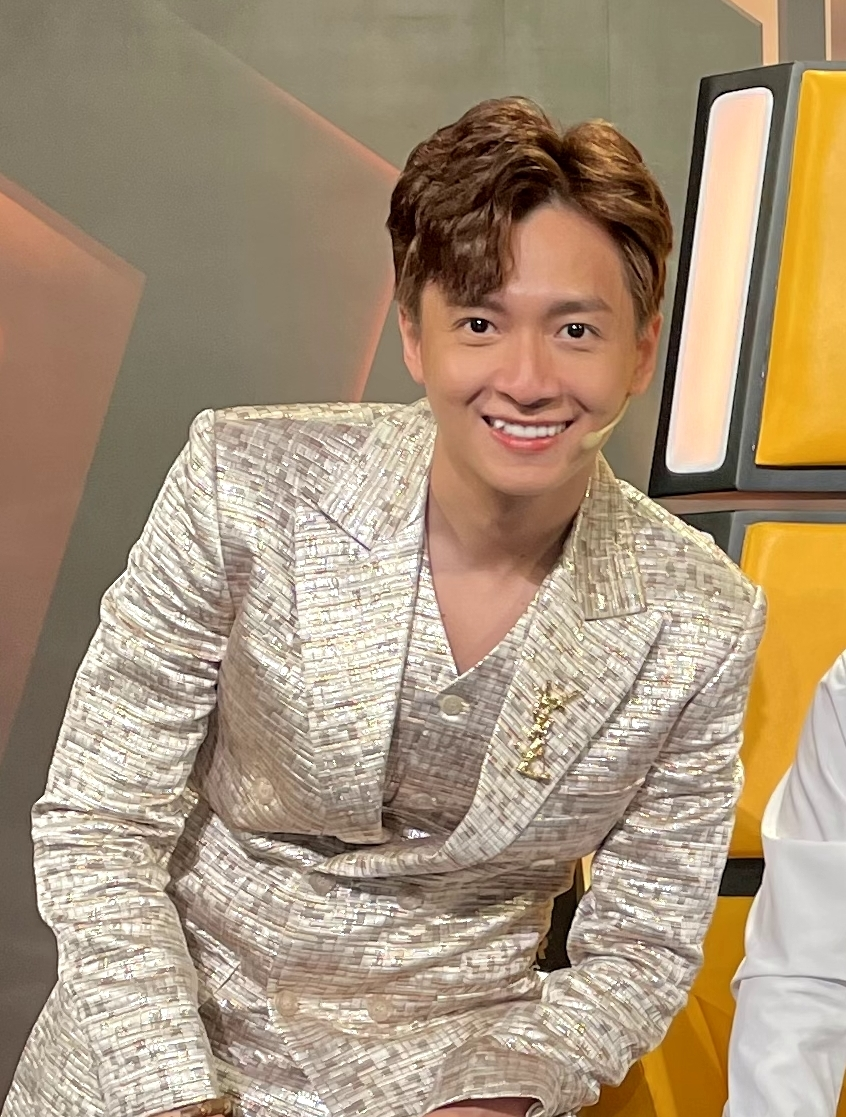
吳建輝

吳建輝（1988年6月29日—）本名黎成陽，越南男歌手。出生於胡志明市。截至2012年已發行4張專輯，其代表曲目有《愛如不愛》、《安眠愛情》等。
2014年，吳建輝與山松、哈莉·阮、范瓊英、許偉文等人共同主演浪漫喜劇片《那年男孩》。

## 外部連結
- 越南华裔歌星吴建辉歌曲选（页面存档备份，存于）